# Aprosthema vittatum
Aprosthema vittatum is een vliesvleugelig insect uit de familie van de Argidae. De wetenschappelijke naam van de soort is voor het eerst geldig gepubliceerd in 1879 door Mocsary.